# Máy bay trinh sát

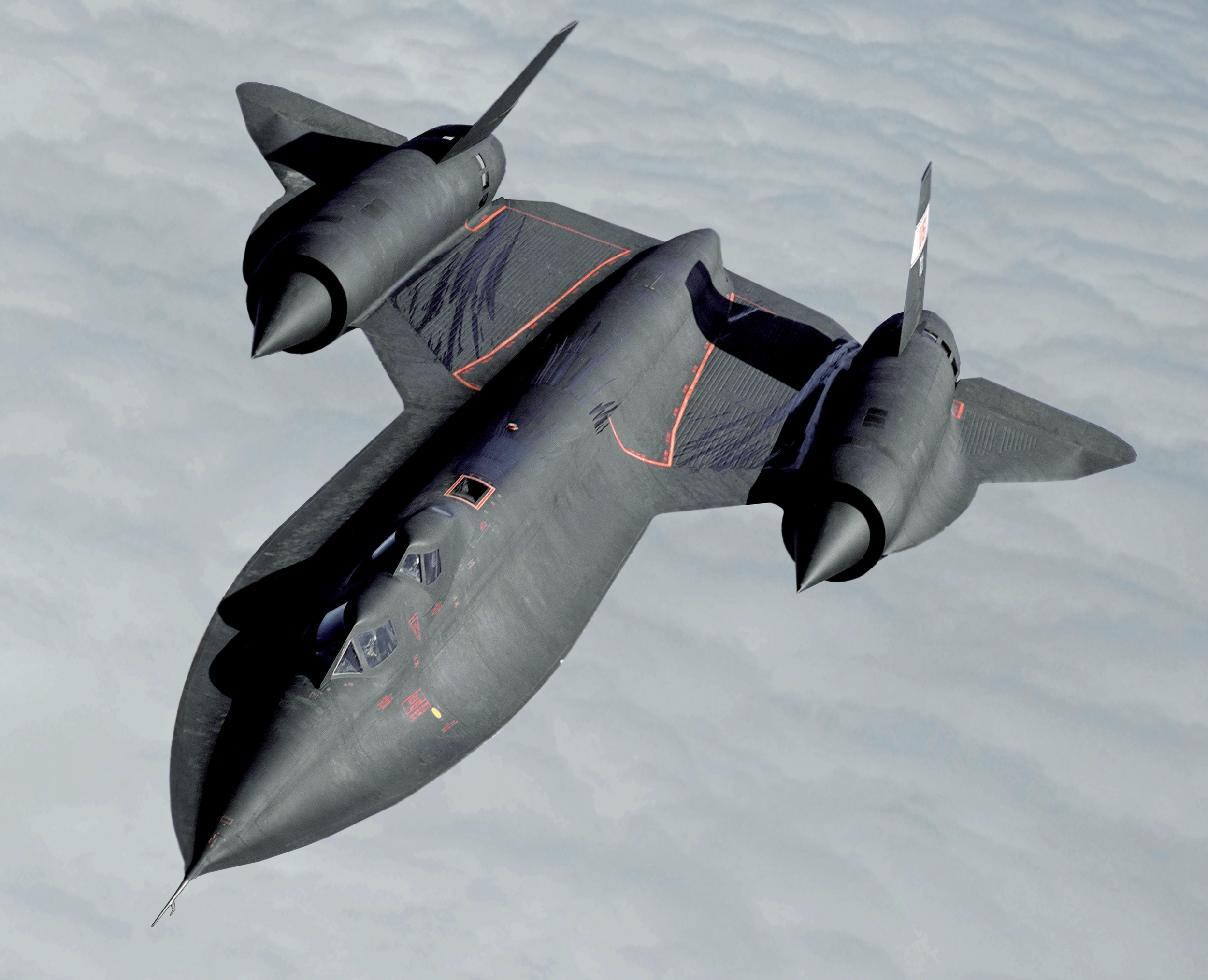
Máy bay trinh sát tầm cao SR-71 Blackbird của Không quân Hoa Kỳ

Máy bay trinh sát, hay còn gọi là máy bay do thám, là một loại máy bay quân sự được thiết kế hoặc sửa đổi/hoán cải để thực hiện trinh sát trên không với các nhiệm vụ: thu thập thông tin tình báo hình ảnh (bao gồm chụp ảnh từ trên không), thông tin tình báo tín hiệu, thông tin tình báo đo lường, dấu hiệu và ký hiệu. Công nghệ hiện đại cũng cho phép một số máy bay và UAV thực hiện giám sát thời gian thực bên cạnh việc thu thập thông tin tình báo chung.
Trước khi có sự phát triển của thiết bị radar, các lực lượng quân sự đã dựa vào máy bay trinh sát để quan sát trực quan và theo dõi chuyển động của kẻ thù. Ví dụ như tàu bay tuần tra hàng hải PBY Catalina được Hải quân Hoa Kỳ sử dụng trong chiến tranh thế giới thứ hai đã phát hiện một phần hạm đội tàu chiến Nhật Bản đang tiến đến đảo Midway để bắt đầu trận đánh Midway.

## Lịch sử

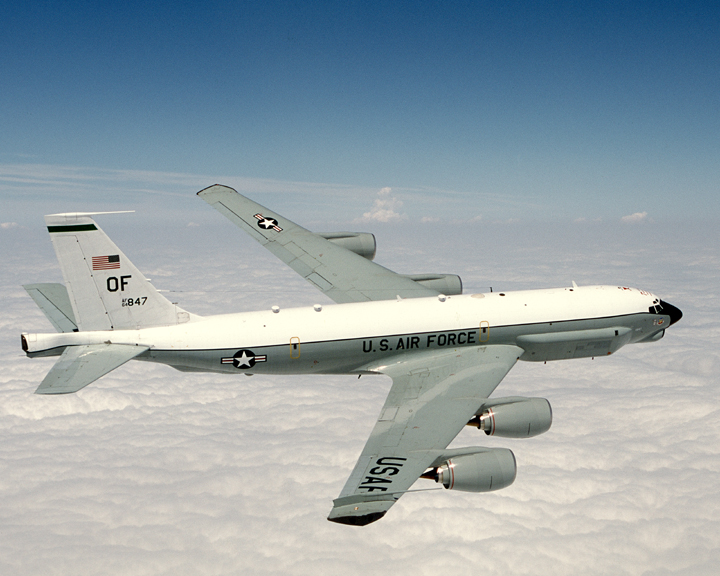
Máy bay trinh sát RC-135U Combat Sent của USAF

Trước thế kỷ 20, các lực lượng quân sự trên thế giới không có những phương tiện bay sử dụng động cơ năng lượng và có thể điều khiển được, vì vậy họ phải sử dụng phương tiện bay nhẹ hơn không khí. Trong chiến tranh Napoléon và chiến tranh Pháp-Phổ, khinh khí cầu được người Pháp sử dụng để trinh sát trên không.
Trong chiến tranh thế giới thứ nhất, máy bay đã được triển khai trong giai đoạn đầu của cuộc chiến với vai trò trinh sát, nó được ví như 'con mắt của quân đội' để hỗ trợ lực lượng chiến đấu mặt đất. Việc trinh sát trên không từ thời điểm này cho đến năm 1945 hầu hết được thực hiện bởi các phiên bản cải tiến của máy bay tiêm kích và máy bay ném bom tiêu chuẩn có trang bị máy ảnh. Chụp ảnh trở thành phương pháp chủ yếu để thu thập thông tin tình báo vào thời kỳ cuối chiến tranh thế giới thứ hai.
Thế chiến I cũng chứng kiến việc sử dụng thủy phi cơ để xác định vị trí tàu chiến đối phương. Sau trận đánh Jutland, tàu tiếp nhiên liệu thủy phi cơ bộc lộ nhiều điểm hạn chế, do đó tàu chiến chủ lực được thiết kế thêm để có khả năng mang, phóng và thu hồi thủy phi cơ quan sát. Loại thủy phi cơ này có thể trinh sát tàu chiến đối phương nằm ngoài tầm nhìn của thiết bị quan sát trên tàu mặt nước, và nó có thể phát hiện điểm rơi của đạn pháo trong các cuộc giao tranh tầm xa. Sau Thế chiến II, thủy phi cơ quan sát được thay thế bằng máy bay trực thăng.
Thời kỳ hậu Thế chiến II và trong Chiến tranh Lạnh, Hoa Kỳ đã phát triển một số máy bay trinh sát chuyên dụng như Lockheed U-2 và Lockheed SR-71 Blackbird, mục đích là để giám sát kho vũ khí hạt nhân của Liên Xô. Các loại máy bay trinh sát khác được chế tạo cho các vai trò chuyên biệt trong tình báo tín hiệu và giám sát điện tử, chẳng hạn như RB-47, RB-57, Boeing RC-135 và máy bay không người lái Ryan Model 147.
Kể từ Chiến tranh Lạnh đến nay, phần lớn vai trò của máy bay trinh sát chiến lược được giao cho các vệ tinh trinh sát đảm nhiệm, còn vai trò trinh sát chiến thuật thì do máy bay không người lái (UAV) đảm nhiệm. Điều này đã được quân đội Israel và quân đội Mỹ sử dụng thành công trong chiến tranh Vùng Vịnh.

## Xem thêm

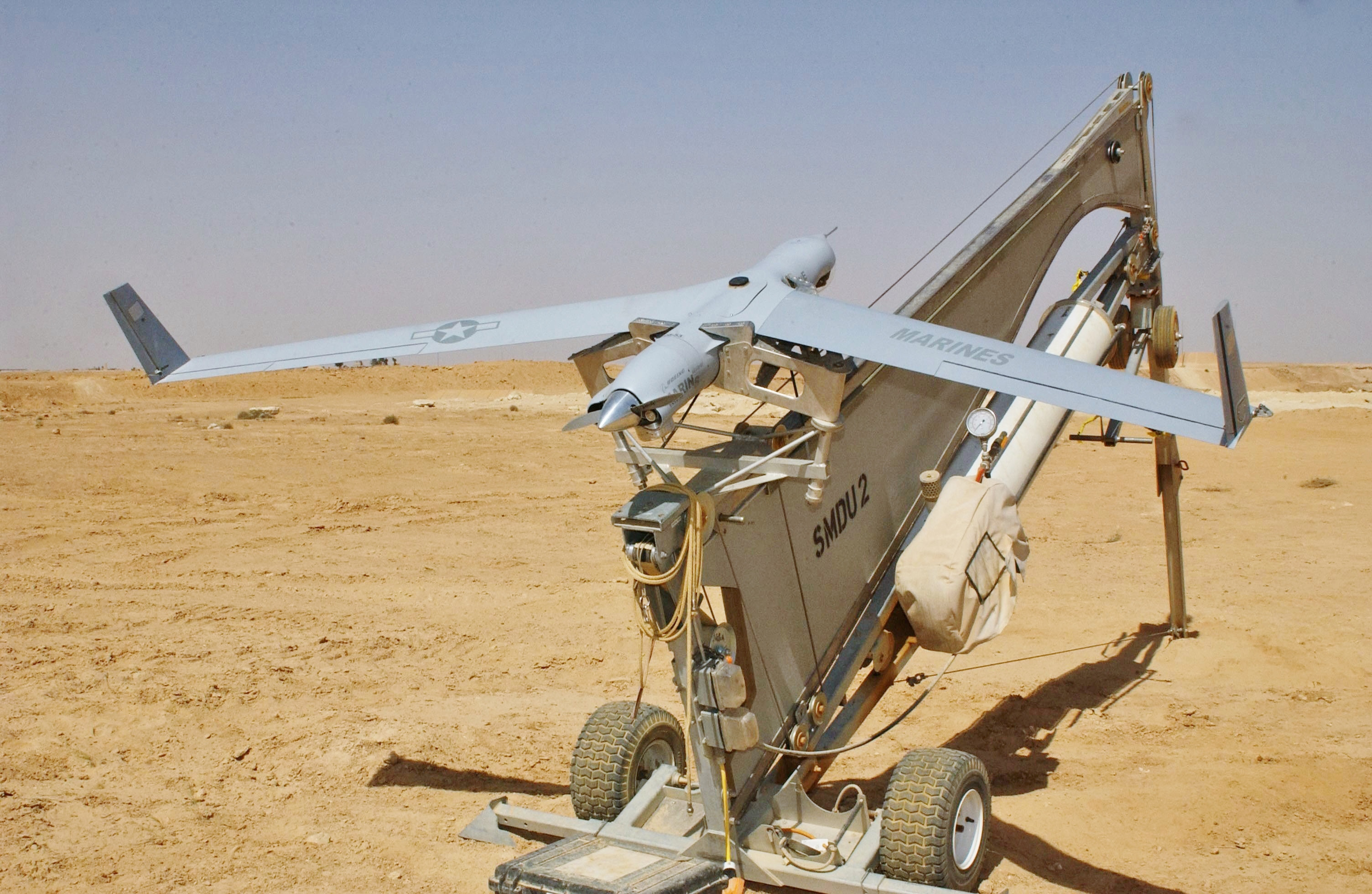
UAV trinh sát ScanEagle đặt trên máy phóng